# Morgan Hall
Le Morgan Hall est un bâtiment américain à Deming, dans le comté de Luna, au Nouveau-Mexique. Construit en 1939 dans le style Pueblo Revival, il sert initialement d'hôtel de ville et de caserne de pompiers avant d'être transformé en immeuble de bureaux.  C'est une propriété contributrice au district historique de Deming Downtown depuis la création de ce district historique le 25 septembre 2013.